# Libra (massa)
A libra avoirdupois ou libra internacional (abreviatura: "lb", ou por vezes # nos Estados Unidos), é a unidade de massa equivalente a exatamente 0,45359237 quilogramas (ou 453,59237 gramas).
Oficialmente, a libra é o nome de pelo menos três unidades de massa:
- a libra avoirdupois (pound avoirdupois)
- a libra troy (pound troy)
- a obsoleta libra imperial

Existe também uma libra métrica (não oficial).

## Origem
A palavra latina libra representa uma unidade de massa romana semelhante a uma libra atual, e a abreviatura "lb" para a unidade de massa e o símbolo £ (um L cortado) para a moeda têm, portanto, origem romana. A própria palavra "libra" vem do Latim libra, "balança": ""objeto que serve para pesar".

## Sistemas de medida
No sistema imperial (frequentemente referido como o sistema libra-polegada, ou o sistema Britânico nos Estados Unidos) há duas libras básicas definidas, e também uma definição obsoleta de uma variante da libra:

### Libra avoirdupois (ou libra internacional)
A libra avoirdupois ou libra internacional (abreviatura: "lb", ou por vezes # nos Estados Unidos), é a unidade de massa definida como exatamente 0,45359237 quilogramas (ou 453,59237 gramas). Esta definição está em efeito desde 1959 nos Estados Unidos. É parte do sistema de unidades de massa avoirdupois.
Nos Estados Unidos, a libra foi oficialmente definida como uma unidade de massa e definida relativamente ao quilograma desde 1893, mas o seu valor em relação ao quilograma foi ligeiramente alterada em 1894, e novamente em 1959 para o seu valor atual (que só difere da definição de 1894 por uma parte em 10 milhões). A definição legal da libra no Reino Unido e Canadá é a mesma que nos Estados Unidos, e foram unificadas para o seu valor atual de 1960.

#### Equivalências
1 "libra avoirdupois" é igual a:
- 7 000 grãos
- 256 dracmas avoirdupois
- 16 onças avoirdupois
- 0,071428571428571 stones
- 0,04 arrobas

### Libra Troy
Uma libra troy é uma unidade de massa nos Estados Unidos, Canadá, e Reino Unido. A libra troy é uma unidade de massa que equivale à exatos 0,373241721 kg (ou 373,241721 g). Esta libra é parte do sistema de medidas de massa troy.
A libra troy é usada para medidas de metais preciosos como ouro, prata e platina. Qualquer medida de metais preciosos sempre usam libras troy e onças troy, embora não esteja sempre explicitamente declarado que esse seja o caso.

#### Equivalências
1 "libra troy" é igual a:
- 5 760 grãos
- 240 pennyweights
- 96 dracmas troy
- 12 onças troy

### Libra Imperial
No Reino Unido, a libra foi definida como uma unidade de massa pelo Ato de Pesos e Medidas de 1878, mas com um valor levemente diferente do que o atual (em relação ao quilograma), de aproximadamente 0,453592338 kg (ou 453,592338 g). Esse valor antigo é às vezes chamado de libra imperial, e essa definição e terminologia são obsoletas (a menos que se refiram à definição levemente diferente de 1878).

### Libra métrica
Em muitos países que usam o SI, ou um sistema métrico, a libra (ou as suas traduções: Pfund, no alemão; Livre, no francês; ou Pond, no holandês) é usada como um termo não-oficial para a metade de um quilograma; e então, nesses casos, a libra é de 500 gramas.

## Qual daslibrasé a que vale?
- Se não se especificar nem "avoirdupois" nem "troy", a libra internacional (avoirdupois) é a que vale, e é por lei a única definição adequada nos Estados Unidos, no Reino Unido e no Canadá (a libra troy foi abandonada oficialmente no Reino Unido).
- A avaliação de metais preciosos nos câmbios dos EUA é especificada como dólares por onça troy.
- No contexto de vendas de legumes e carnes em países métricos, uma libra métrica (500 g) é geralmente implícita.

## A libra como unidade de peso
Ainda que não esteja de acordo com a padronização do uso típico da libra, nos Estados Unidos, a libra é sugerida como uma unidade de peso igual a 4.448 newtons. Isso é o peso de uma libra-massa (avoirdupois) sob uma aceleração da gravidade de 32,17405 ft/s²

## Força e massa
Historicamente, a libra data de antes do entendimento da distinção entre força e massa. Uma vez que a distinção se fez mais clara, foi natural que se perguntasse se a libra deveria ser interpretada como uma unidade de massa ou uma unidade de força (e peso, que é definido como a força gravitacional agindo sobre um objeto).
Há dois modos práticos de se fazerem os cálculos com massa e força no sistema fps (pé-libra-segundo), que a tabela seguinte sumariza e compara com o SI.
|                         | SI    | fps         | fps         |
| ----------------------- | ----- | ----------- | ----------- |
| unidade de tempo        | s     | s           | s           |
| unidade de distância    | m     | ft          | ft          |
| unidade de massa        | kg    | slug        | libra       |
| unidade de força e peso | N     | libra-força | libra-força |
| Segunda Lei de Newton   | F =ma | F =ma       | F =ma/gs    |
| peso de um objeto       | W =mg | W =mg       | W =mg/gs    |

A diferença entre as duas variantes do sistema fps é que a primeira usa o slug como unidade de massa, enquanto a segunda usa a libra.
O primeiro compartilha com o SI a vantagem de evitar complicações desnecessárias, ao passo que outro requer a introdução do fator gs, que é um valor de referência padrão para a aceleração da gravidade de 32,17405 ft/s², que se deve distinguir do valor real local de g. Nenhum sistema é mais correto que o outro, mas, quando se usa o fps,  é necessário definir com cuidado se o símbolo m significa a massa em unidades de libras, ou em slugs. Ambos os sistemas usam como unidade de força a libra-força (lbf), que é definida como a massa de uma libra, multiplicada por gs.
Embora o U.S. National Bureau of Standards tenha definido a libra como uma unidade de massa, e a libra-força como unidade de força, essa distinção não é amplamente reconhecida entre os físicos, que não usam o sistema fps,  mesmo nos EUA, desde o início do século XX. Portanto, não é prudente usar o termo libra , sem esclarecimentos, assumindo que será entendido como unidade de massa; é mais provável que seja tomado como unidade de força.
Já entre os leigos, a libra é usada quase que exclusivamente como unidade de peso.